# Hermann Nestel
Hermann Nestel (né en 1858 à Stuttgart et mort en 1905 à Bordighera) est un peintre wurtembergeois du XIXe siècle.

## Biographie
Hermann Nestel est né à Stuttgart. Déjà très jeune il montre une aptitude toute particulière pour les arts. Il commence ensuite sa formation artistique dans sa ville natale, puis il déménage à Munich et Berlin où il fut élève de Karl Ludwig (de) (1839-1901) auprès de l’Académie Royale des arts de Berlin. Comme beaucoup d'artistes de l'époque, il fait son voyage en Italie pour compléter sa formation artistique.
En 1882, l’éditeur allemand Wilhelm Spemann lui commissionne l’illustration de la côte ligurienne et française, de Nice à La Spezia. Les dessins de Nestel ont servi à illustrer le livre Die Riviera, écrit par Woldemar Kaden.
En 1887, il décide de s'installer à Bordighera, là il rencontre le botaniste et architecte paysagiste Ludovic Winter avec lequel il noue une amitié sincère. Depuis Bordighera, il continue sa collaboration avec les éditeurs allemands, en particulier avec les magazines Die Gartenlaube et Über Land und Meer.
Une fille de Nestel se marie avec Antonio, le premier-né de Ludovic Winter et, à partir d’alors, il commence une collaboration avec lui dans la création de jardins. Malgré cette nouvelle activité, Nestel n’abandonnera jamais son travail de peintre et de graveur. Un de ses plus beaux tableaux est sans doute le Vallone del Sasso maintenant conservé à l'Institut international d'études ligures (en) (IISL).
Le peintre aimait représenter dans ses tableaux non seulement les paysages, mais aussi la vie de Bordighera. Sa peinture Après-midi à Bordighera représente les pêcheurs et les rochers de la Baia dell’Arziglia. Nestel avait atteint une bonne notoriété de son vivant, et il avait eu l'occasion d'exposer ses œuvres non seulement à Bordighera, mémorable fut celle qui eut lieu au Victoria Hall de Via Vittorio Veneto, mais aussi à Turin et en Allemagne.
Naturellement le peintre faisait partie du groupe étroit d'intellectuels et d'artistes qui ont tant enrichi la vie de la ville ligure, comme Pompeo Mariani, Giuseppe Ferdinando Piana, Charles Garnier, Clarence Bicknell et bien sûr les compatriotes Ludovic Winter et Friederich von Kleudgen.
Il mourut très jeune, à seulement 47 ans, en 1905. Sa tombe se trouve au cimetière de Bordighera.

## Galerie photographique

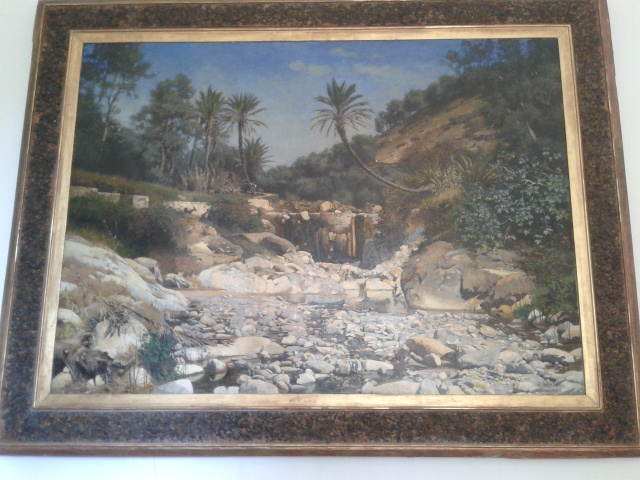
"Vallone del Sasso" Hermann Nestel
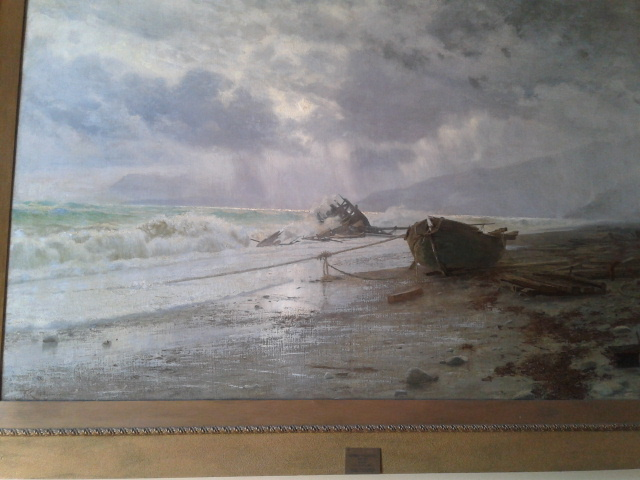
"Marina" Hermann Nestel
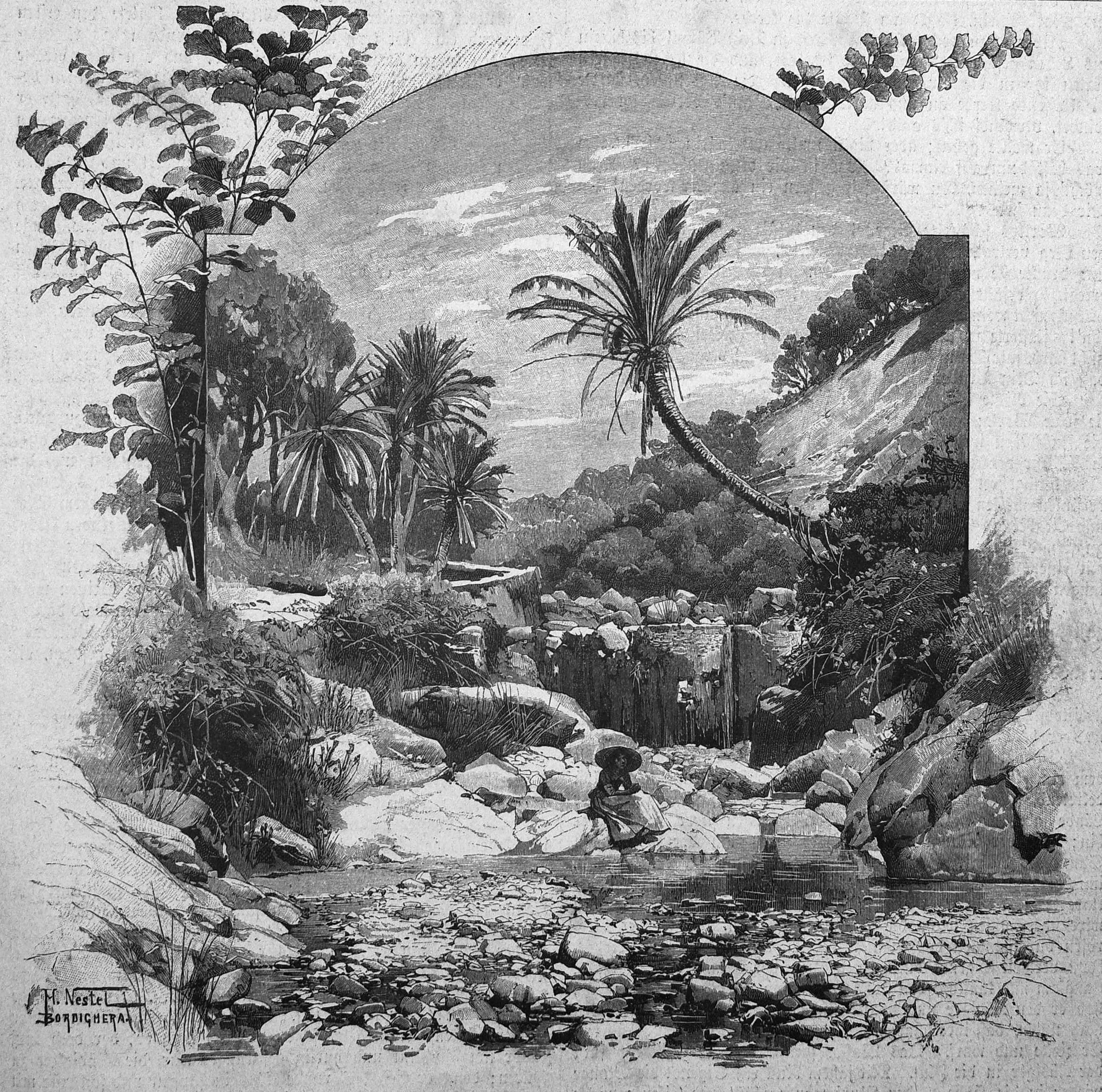
Vallone del Sasso (1894)